# Justine Ozga
Justine Ozga (* 31. Januar 1988) ist eine ehemalige deutsche Tennisspielerin.

## Karriere
Ozga, die mit sechs Jahren das Tennisspielen begann, gewann in ihrer Karriere zwei Einzel- und acht Doppeltitel auf dem ITF Women’s Circuit.

## Turniersiege

### Einzel
| Nr. | Datum            | Turnier                   | Kategorie   | Belag     | Finalgegnerin | Ergebnis       |
| --- | ---------------- | ------------------------- | ----------- | --------- | ------------- | -------------- |
| 1.  | 5. Oktober 2008  | Les Franqueses del Vallès | ITF $10.000 | Hartplatz | Kristi Miller | 4:6, 6:3, 7:63 |
| 2.  | 19. Februar 2012 | Portimão                  | ITF $10.000 | Hartplatz | Jelena Bowina | 4:6, 6:1, 6:1  |

### Doppel
| Nr. | Datum              | Turnier    | Kategorie   | Belag             | Partnerin       | Finalgegnerinnen                                 | Ergebnis         |
| --- | ------------------ | ---------- | ----------- | ----------------- | --------------- | ------------------------------------------------ | ---------------- |
| 1.  | 19. Juni 2005      | Llerona    | ITF $10.000 | Hartplatz         | Hannah Kürvers  | Sandhya Nagaraj Svenja Weidemann                 | 6:2, 6:2         |
| 2.  | 11. September 2005 | Vessy      | ITF $10.000 | Sand              | Alexandra Kiesl | Geraldine Roma Vanessa Wellauer                  | 6:2, 6:2         |
| 3.  | 27. August 2006    | Bielefeld  | ITF $10.000 | Sand              | Carmen Klaschka | Daniela Klemenschits Sandra Klemenschits         | 6:71, 6:3, 6:3   |
| 4.  | 22. November 2009  | Opole      | ITF $25.000 | Teppich (Halle)   | Ana Jovanović   | Ljudmyla Kitschenok Nadija Kitschenok            | 6:4, 6:4         |
| 5.  | 10. April 2010     | Torhout    | ITF $50.000 | Hartplatz (Halle) | Mona Barthel    | Hana Birnerová Jekaterina Bytschkowa             | 7:5, 6:2         |
| 6.  | 15. August 2010    | Koksijde   | ITF $25.000 | Sand              | Nicole Clerico  | Lara Arruabarrena Vecino María Teresa Torró Flor | 5:7, 6:4, [10:6] |
| 7.  | 31. Juli 2011      | Vigo       | ITF $25.000 | Hartplatz         | Claudia Giovine | Vanesa Furlanetto Aranza Salut                   | 6:1, 6:3         |
| 8.  | 24. Mai 2013       | Casablanca | ITF $25.000 | Sand              | Anna Zaja       | Eliza Kostowa Sandra Zaniewska                   | 6:4, 6:2         |